# Takedaïta
La takedaïta és un mineral de la classe dels borats. Rep el seu nom del professor de l'Institut de Mineralogia de la Universitat de Tòquio, Hiroshi Takeda (1934-).

## Característiques
La takedaïta és un borat de fórmula química Ca₃[BO₃]₂. Va ser aprovada com a espècie vàlida per l'Associació Mineralògica Internacional l'any 1993. Cristal·litza en el sistema trigonal. Forma cristalls granulars, de fins a 0,8 mil·límetres. La seva duresa a l'escala de Mohs és 4,5.
Segons la classificació de Nickel-Strunz, la takedaïta pertany a «06.AA - Monoborats, BO₃, sense anions addicionals; 1(D).» juntament amb els següents minerals: sassolita, nordenskiöldina, tusionita, jimboïta i kotoïta.

## Formació i jaciments
És un mineral rar, format probablement per la reacció de líquids rics en bor entre pedra calcària cristal·lina i skarns de gehlenita-spurrita. Va ser descoberta l'any 1993 a la mina Fuka, a Bicchu-cho, a la ciutat de Takahashi, a la Prefectura d'Okayama (Honshū, Japó), l'únic lloc on ha estat trobada, on es troba associada a altres minerals com: frolovita, nifontovita, olshanskyitae, pentahidroborita, sibirskita i calcita.